# Lliga tailandesa de futbol
La Lliga tailandesa de futbol (oficialment anomenada Thai Premier League (TPL) (tailandès ไทยพรีเมียร์ลีก) o Thai League (tailandès ไทยลีก)) és la màxima competició futbolística de Tailàndia. És una competició professional organitzada per l'Associació de Futbol de Tailàndia. És formada per 16 equips.

## Història
Abans de la creació de la Thai Premier League, la màxima competició futbolística del país era la Kor Royal Cup (tailandès ถ้วย ก.). Aquesta competició s'inicià l'any 1916, i fou la competició més important del país fins a l'any 1995. Un any més tard, es creà la lliga professional, amb la participació de 18 clubs.
La següent i posteriors temporades van estar formades per 10 o 12 clubs, fins a l'any 2007, en què s'augmentà fins a 16 clubs.
La competició ha tingut les següents denominacions, per diversos patrocinis o canvis de nom:
- 1916-1995: Kor Royal Cup (tailandès ถ้วย ก.)
- 1996-1997: Johnnie Walker Thailand Soccer League
- 1998-2000: Caltex Premier League
- 2001-2003: GSM Thai League
- 2003-2005: Thai League
- 2006-2008: Thailand Premier League
- 2009-2015: Thai Premier League[2]
- 2016-2016: Thai League
- 2017-present: Thai League 1

El campió es classifica per la Lliga de Campions de l'AFC i el segon per la Copa de l'AFC, tot i que canvis en les normes de la competició poden variar aquest fet.

## Historial
Font:
Pels campions anteriors a 1996 vegeu Kor Royal Cup.
- 1996-97:  Bangkok Bank (1)
- 1997:  Royal Thai Air Force (1)
- 1998:  Sinthana (1)
- 1999:  Royal Thai Air Force (2)
- 2000:  BEC Tero Sasana (1)
- 2001-02:  BEC Tero Sasana (2)
- 2002-03:  Krung Thai Bank (1)
- 2003-04:  Krung Thai Bank (2)
- 2004-05:  Tobacco Monopoly (1)
- 2006:  Bangkok University (1)
- 2007:  Chonburi (1)
- 2008:  PEA (1)
- 2009:  Muangthong United (1)
- 2010:  Muangthong United (2)
- 2011:  Buriram PEA (2)
- 2012:  Muangthong United (3)
- 2013:  Buriram United (3)
- 2014:  Buriram United (4)
- 2015:  Buriram United (5)
- 2016:  Muangthong United (4)
- 2017:  Buriram United (6)
- 2018:  Buriram United (7)
- 2019:  Chiangrai United (1)
- 2020-21:  BG Pathum United (1)
- 2021-22:  Buriram United (8)
- 2022-23:  Buriram United (9)